# Ram Rampage
La Ram Rampage è un pick-up di grandi dimensioni prodotto dalla casa automobilistica statunitense Ram Trucks dal 2023.

## Descrizione
Secondo il costruttore Ram, il nome "Rampage" deriva dalla omonima parola inglese, che significa "agitazione, rumore, tumulto, furia". Il nome è già stato impiegato in passato, su di un pick up negli anni '80, chiamato Dodge Rampage.
Viene costruito sulla piattaforma Global Small Wide condivisa con le Jeep Compass, Jeep Commander e Fiat Toro. È il modello più grande ad utilizzare tale piattaforma, perciò il 60% dei componenti del telaio è inedita insieme alla carrozzeria, impiegando nella costruzione l'86% di acciai ad altissima resistenza. Molti componenti e parti meccaniche sono condivise con le Jeep Compass e Commander, come i pannelli delle porte anteriori, il parabrezza e gli interni. Il passo è 4 mm più lungo rispetto alla Fiat Toro a causa delle modifiche apportate alle sospensioni.
La produzione della Rampage è iniziata ufficialmente il 6 giugno 2023 presso lo stabilimento di Goiana di Stellantis. Alla cerimonia di inaugurazione ha partecipato il presidente del Brasile Luiz Inácio Lula da Silva. Stellantis ha investito 1,3 miliardi di Real per sviluppare il nuovo veicolo, coinvolgendo più di 800 ingegneri e tecnici, impiegando 1,2 milioni di ore di lavoro. Venduto e sviluppato esclusivamente per il Sud america, le vendite sono iniziate dapprima in Brasile il 20 giugno 2023.

## Motori
La motorizzazione disponibile al lancio è il turbo benzina a quattro cilindri in linea da 2,0 litri chiamato Hurricane 4; esso si caratterizza per iniezione diretta e la turbina twin scroll, producendo 272 CV e 400 Nm di coppia. Questo motore è costruito in Italia ed è lo stesso utilizzato anche sulla Jeep Wrangler. Ram dichiara uno 0–100 km/h (0–62 mph) in 6,9 secondi e una velocità massima di 220 km/h (137 mph).
Per gli allestimenti Rebel e Laramie, è disponibile anche il motore turbodiesel da 2,0 litri della Jeep Compass, Jeep Commander e Fiat Toro. Ha una potenza di 170 CV e 380 Nm di coppia.